# Luiz Gustavo (calciatore 2006)
Luiz Gustavo Marinho Ribeiro dos Santos (Foz do Iguaçu, 12 aprile 2006) è un calciatore brasiliano, difensore del Vasco da Gama.

## Caratteristiche tecniche
È un difensore centrale.

## Carriera
Cresciuto nel settore giovanile del Vasco da Gama, ha firmato il suo primo contratto professionistico il 14 ottobre del 2022. Il 5 luglio 2024 ha firmato il rinnovo del contratto fino al 2028 e l'11 gennaio 2025 ha debuttato in prima squadra nell'incontro del Campionato Carioca pareggiato 1-1 contro il Nova Iguaçu. Nel prosieguo della stagione esordisce anche nella prima divisione brasiliana.

## Statistiche

### Presenze e reti nei club
Statistiche aggiornate al 28 luglio 2025.
| Stagione        | Squadra         | Campionato      | Campionato | Campionato | Coppe nazionali | Coppe nazionali | Coppe nazionali | Coppe continentali | Coppe continentali | Coppe continentali | Altre coppe | Altre coppe | Altre coppe | Totale | Totale | Totale |
| Stagione        | Squadra         | Comp            | Pres       | Reti       | Comp            | Pres            | Reti            | Comp               | Pres               | Reti               | Comp        | Pres        | Reti        | Pres   | Reti   |        |
| --------------- | --------------- | --------------- | ---------- | ---------- | --------------- | --------------- | --------------- | ------------------ | ------------------ | ------------------ | ----------- | ----------- | ----------- | ------ | ------ | ------ |
| 2025            | Vasco da Gama   | A/RJ+A          | 3+5        | 0          | CB              | 1               | 0               | CS                 | 2                  | 0                  | -           | -           | -           | 11     | 0      |        |
| Totale carriera | Totale carriera | Totale carriera | 8          | 0          |                 | 1               | 0               |                    | 2                  | 0                  |             | -           | -           | 11     | 0      |        |